# كراش بانديكوت إن. سين تريلوجي
ؤءسش
كراش بانديكوت إن. سيْن تريلوجي (بالإنجليزية: Crash Bandicoot N. Sane Trilogy)، هي لعبة فيديو إلكترونية أعيدت إصدارها محسنة لأجزائها الثلاث، وتم إنزال اللعبة في الأسواق في يوم 30 يونيو 2017، وهي من نشر شركة أكتفجن ألأمريكية. كراش بانديكوت إن. سيّن تريلوجي

## خلفية
تعتبر هذه النسخة المطورة للثلاث أجزاء من سلسلة كراش بانديكوت وهي كراش بانديكوت التي صدرت عام 1996 وكراش بانديكوت 2: كورتكس سترايكس باك التي صدرت عام 1997 وكراش بانديكوت 3: واربد التي أصدرت عام 1998 سابقا على جهاز بلاي ستيشن 1 ولقد تم تصميم اللعبة بنفس الطريقة السابقة من حيث شكل المراحل والأعداء وغيرها من التفاصيل ولكن بطريقة أكثر إحترافية.

## مميزات
مميزات اللعبة كثيرة منها:
- جودة الجرافيكس عالية.
- يمكن اللعب في الفتاة كوكو في جميع الاجزاء الثلاثة بعدما كان محصورا فقط اللعبة بها في كراش 3 فيه بعض الجولات فقط.
- جولات البونس الخاصة بتاونا في كراش 1 وأيضا جولات الدكتور إن بريو والدكتور نيو كورتيكس يمكن أن تعاد بعدما كانت فقط مره واحدة.
- تم إضافة عداد الساعة الخاص بالمفاتيج في جميع الاجزاء بعدما كان محصورا فقط على الجزء الثالث.
- تم إضافة خاصة معرفة عدد الصناديق المتبقية في نهاية كل مرحلة في جميع الأجزاء بعدما كان هذا الأمر محصورا فقط في كراش 3.

## روابط خارجية
- كراش بانديكوت إن. سين تريلوجي على موقع IMDb (الإنجليزية)